# Andrena binominata
Andrena binominata là một loài Hymenoptera trong họ Andrenidae. Loài này được Smith mô tả khoa học năm 1853.